# Lega Nazionale A 1944-1945 (hockey su ghiaccio)
La stagione 1944-1945 è stata la settima del campionato svizzero di hockey su ghiaccio di LNA, e ha visto campione l'HC Davos.

## Classifica finale
| Posizione | Squadra             | G | V | N | P | GF | GF | DR  | Punti | Osservazioni                       |
|           | Classifica          | G | V | N | P | GF | GS | Dif | Pt    |                                    |
| --------- | ------------------- | - | - | - | - | -- | -- | --- | ----- | ---------------------------------- |
| 1         | Davos               | 6 | 6 | 0 | 0 | 44 | 5  | +39 | 12    | Campione svizzero                  |
| 2         | Zürcher SC          | 6 | 4 | 1 | 1 | 36 | 9  | +27 | 9     |                                    |
| 3         | Montchoisi Lausanne | 6 | 4 | 1 | 1 | 16 | 13 | +3  | 9     |                                    |
| 4         | Arosa               | 6 | 3 | 0 | 3 | 21 | 19 | +2  | 6     |                                    |
| 5         | Berna               | 6 | 1 | 1 | 4 | 7  | 34 | -27 | 3     |                                    |
| 6         | Basilea Rotweiss    | 6 | 0 | 2 | 4 | 5  | 24 | -19 | 2     |                                    |
| 7         | Grasshopper Zürich  | 6 | 0 | 1 | 5 | 10 | 35 | -25 | 1     | Spareggio retrocessione in Serie A |

## Spareggio promozione/retrocessione
Il Grasshopper Zürich è sconfitto dallo Young Sprinters de Neuchâtel per 7-1, e quest'ultimo viene promosso in massima divisione.

## Verdetti
| Lega Nazionale A 1942-1943 | Lega Nazionale A 1942-1943 |
| -------------------------- | -------------------------- |
| Lega Nazionale A           | Davos Grasshopper Zürich   |
| Serie A                    | Young Sprinters Neuchâtel  |